# Rhachotropis cervus
Rhachotropis cervus är en kräftdjursart som beskrevs av J. L. Barnard 1957. Rhachotropis cervus ingår i släktet Rhachotropis och familjen Eusiridae. Inga underarter finns listade i Catalogue of Life.